# Palau Track and Field Team
Palau Track and Field Team là một câu lạc bộ bóng đá Palau thi đấu ở Giải bóng đá vô địch quốc gia Palau, giải bóng đá cấp độ cao nhất ở Palau, trong mùa giải đầu tiên năm 2004, và về đích thứ 3. Do ghi nhận rời rạc, không rõ có bao nhiêu mùa giải đội bóng đã tham gia.